# Аллан Кормак
Аллан Маклеод Кормак (англ. Allan McLeod Cormack; 23 лютого 1924, Йоганесбург, Південно-Африканський Союз — 7 травня 1998, Массачусетс, США) — південноафриканський і американський фізик, лауреат Нобелівської премії з фізіології або медицини 1979 року «за розробку комп'ютерної томографії», яку він отримав з Годфрі Хаунсфілдом.

## Біографія
Батьки Аллана Кормака, батько-інженер і мати-вчителька, переїхали в Південну Африку перед Першої світової війною з північної Шотландії. Кормак народився 23 лютого 1924 року в Йоханесбурзі і був молодшим із трьох дітей. У 1936 році родина влаштувалася в Кейптауні, де Кормак закінчив Кейптаунський університет в 1945 році. Його інтерес до астрономії пробудив бажання вивчати фізику і математику. Після закінчення університету він поїхав як студент-дослідник у коледж Сент-Джона в Кембриджі і працював у Кавендішській лабораторії у Отто Фріша. Там він познайомився з американською студенткою, яка пізніше стала його дружиною. У 1950 році він повернувся до Кейптауну, де в основному займався ядерною фізикою і фізикою елементарних часток, але в 1956 році зацікавився проблемою рентгенівської технології, яка пізніше привела до появи комп'ютерної томографії. Під час наукового відрядження в Гарвардський університет в 1956—1957 роках, де Кормак працював на циклотроні, він отримав пропозицію працювати у Тафтському університеті. Там Кормак згодом і пропрацював все життя. У 1968—1976 роках він був завідувачем відділом фізики університету.
У 1963—1964 роках Кормак опублікував кілька робіт з комп'ютерної томографії, що спочатку не зацікавили наукове співтовариство. Він повернувся до цієї проблеми знову лише на початку 1970-х років, коли з'явилися нові розробки в цій галузі.